# Östtysklands statsråd

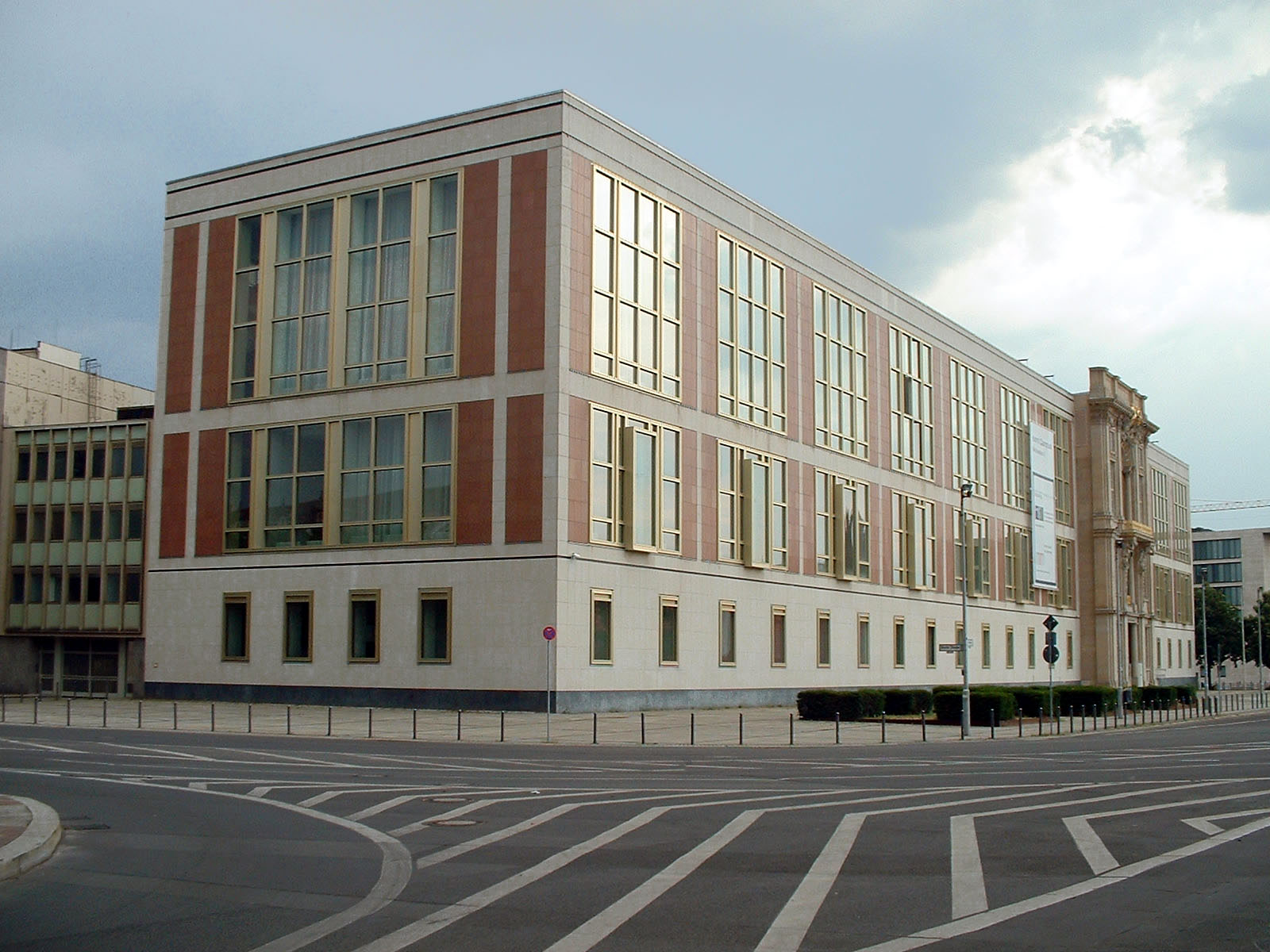
Den tidigare statsrådsbyggnaden i Berlin.

Statsrådet (tyska Staatsrat der DDR) var från 1960 och till några månader före statens upplösning 1990 det kollektiva organ som utförde statschefs uppgifter i Tyska demokratiska republiken (Östtyskland). I praktiken var statsrådets ordförande Östtysklands statschef.
Begreppet hade således inte samma innebörd som ordet statsråd numera har i flera av de nordiska ländernas statsskick. Det tyska ordet återfinns dock även i det preussiska statsrådet som från början var ett rådgivande organ till den preussiske kungen, på motsvarande sätt som det svenska statsrådet var till Sveriges kung under de första decennierna då 1809 års regeringsform gällde.

## Historia

### Utveckling under den socialistiska tiden
Statsrådet skapades 1960, efter att Östtyskland förste och ende president Wilhelm Pieck hade gått bort, för att man skulle skapa en ersättare till presidentämbetet i Östtyskland. Därmed anslöt sig statsuppbyggnaden närmare till den sovjetiska förebilden. Statsrådet fastställdes genom lagen "Gesetz über die Bildung des Staatsrates" av den 12 september 1960, som ändrade på DDR:s författning från 1949.
Statsrådet bestod av en ordförande, dennes ställföreträdare, ytterligare 16 ledamöter och en sekreterare. Sekreterare var till 1971 Otto Gotsche. De ställföreträdare ordförandena var alla samtidigt också gruppledare för SED. Ledamöterna valdes från början på fyra år, från 1974 på fem år, av Volkskammer, det östtyska parlamentet.
Den förste ordföranden i statsrådet var Walter Ulbricht, som samtidigt var förste sekreterare i SED:s centralkommitté. Ordförandens ställning upphöjdes även formellt ytterligare 1968. I författningens Artikel 66 Absatz 2 skrevs följande text in: „Der Vorsitzende des Staatsrates vertritt die Deutsche Demokratische Republik völkerrechtlich.“ ("Statsrådets ordförande företräder Tyska demokratiska republiken folkrättsligt.")
Efter Ulbrichts död 1973 valdes Willi Stoph till statsrådsordförande. Genom författningsändringen 1974 förlorade statsrådsordföranden formellt sin upphöjda ställning. I praktiken utövades emellertid även fortsättningsvis statschefsfunktionen av ordföranden ensam − de andra ledamöterna i statsrådet hade i själva verket i stort sett inget inflytande. Ur diplomatisk protokollär synpunkt var ett kollektivt organ ändå problematiskt vid utövandet av statschefsuppgifter.
1976 blev Erich Honecker, som redan sedan 1971 hade varit förste sekreterare i SED:s centralkommitté, ordförande för statsrådet. Således förenade han hos samma person, precis som Ulbricht tidigare hade gjort, de två främsta posterna i parti och stat.

### Statsrådets avskaffande 1990
Sedan Honecker hade lämnat alla sina uppdrag under revolutionen 1989, övertog till en början Egon Krenz hans ämbeten. Redan sex veckor senare, den 6 december 1989, blev i stället LDPD:s ordförande Manfred Gerlach statsrådsordförande. På detta sätt ville man förtydliga att SED uppgav sin faktiska ledarroll.
Den 5 april 1990 avskaffades statsrådet genom en författningsändring. Denna ändring röstades igenom av den första genom fria val sammansatta Volkskammer vid dess konstituerande sammanträde. Eftersom man kunde förutse att det endast återstod en kort övergångstid innan Tyskland skulle återförenas, infördes inte heller något särskilt uppdrag som statspresident. I stället skrev man in i Artikel 75a i författningen att Volkskammers presidium skulle utöva statsrådets uppgifter och att talmannen skulle ha statsrådsordförandens befogenheter. Således blev Sabine Bergmann-Pohl som Volkskammers talman (Volkskammerpräsidentin) från den 5 april till den 2 oktober 1990 Östtysklands sista statschef.

## Statsrådets uppgifter
Statsrådet var enligt Artikel 66 ff. i Östtysklands författning landets formella statschef och således högre i rang än de övriga av de högsta statsorganen, ordföranden för ministerrådet som var regeringschef och presidenten för Volkskammer som var parlamentets talman.

### Statsrådets säte

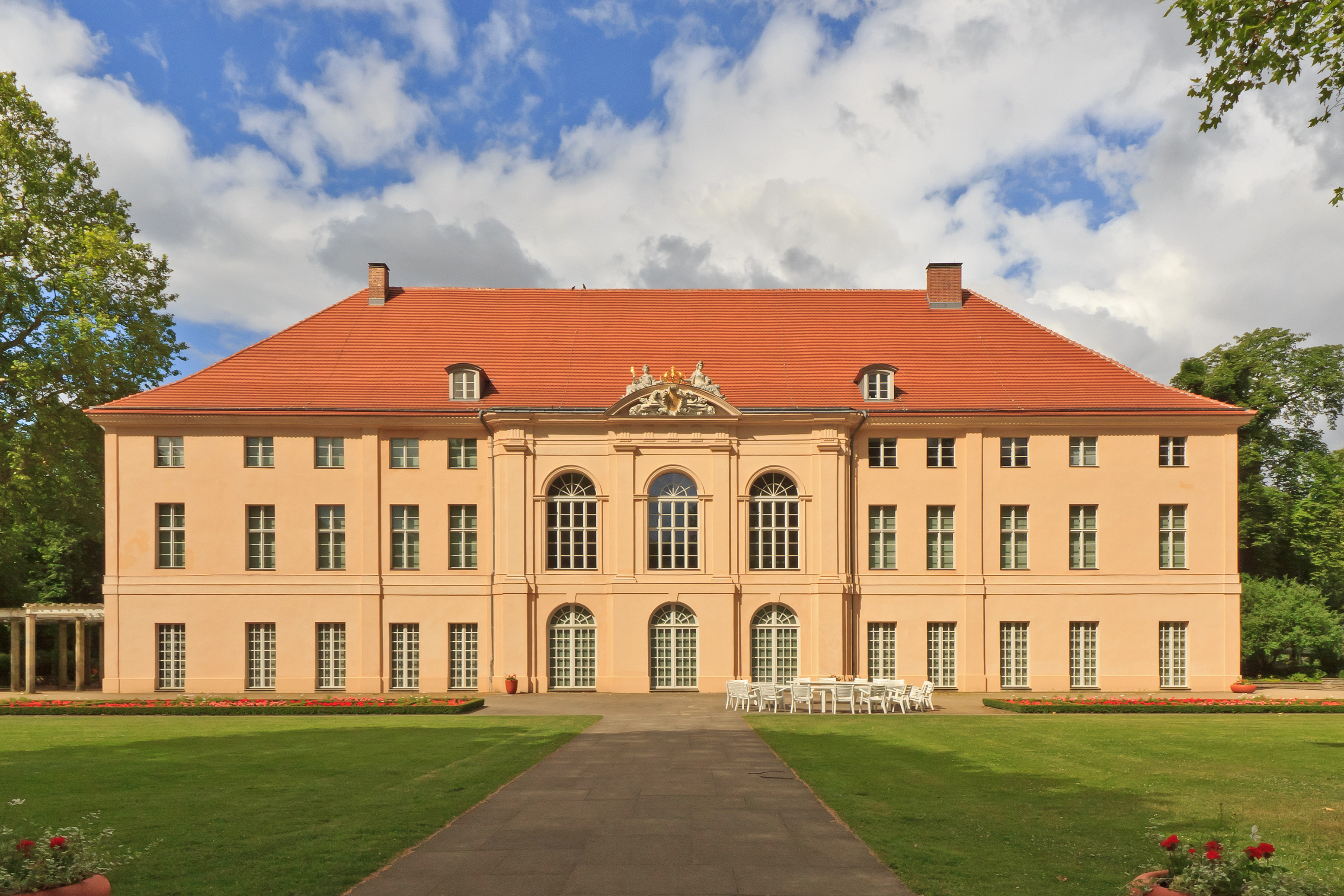
Slottet Schönhausen

Mellan 1960, då statsrådet grundades, och 1964, satt statsrådet i slottet Schönhausen i Berlin-stadsdelen Niederschönhausen. Där hade Wilhelm Pieck, i egenskap av Tyska demokratiska republikens president, tidigare residerat. 1964 flyttade statsrådet till en byggnad som hade byggts för ändamålet, den så kallade Staatsratsgebäude (statsrådsbyggnaden; se bild överst på denna sida) på Marx-Engels-Platz 1 (idag: Schloßplatz 1) i Mitte i centrala Berlin. Där satt det kvar tills det upplöstes 1990.

## Motsvarande organ i andra länder
Det östtyska statsrådet hade motsvarigheter i många andra socialistiskt styrda länder under samma period. Förebilden var Högsta sovjets presidium i Sovjetunionen. Liknande organ fanns också i Bulgarien, Jugoslavien, Polen och Rumänien.